# Das Gelübde (Film)
Das Gelübde ist ein deutscher Spielfilm des Regisseurs Dominik Graf aus dem Jahr 2007. Das Drehbuch basiert auf dem 1999 erschienenen, gleichnamigen Roman von Kai Meyer. Der Film wurde anlässlich der 41. Internationalen Hofer Filmtage am 26. Oktober 2007 uraufgeführt.

## Historischer Hintergrund
Der Dichter und Lebemann Clemens Brentano will seinen bohemen Lebensstil aufgeben. Zum Katholizismus konvertiert, legte er 1817 die Generalbeichte ab. In dieser kontemplativen Phase verbindet seine Dichtung, wie es die an Luise Hensel gewidmete Lyrik (u. a. O schweig nur Herz und Ich bin durch die Wüste gezogen) zeigt, geschickt zeitgenössische Elemente der Frühromantik mit religiösen und erotischen Themen. So begibt er sich nicht zufällig im Jahre 1818 ins westfälische Dülmen, wo er auf Anna Katharina Emmerick trifft, die seinem Entschluss, den weltlichen Dingen vollständig abzuschwören und sich ganz der „wundervollen Geistigkeit“ hinzugeben, bestärkt. Er löst seinen Berliner Hausstand auf und stiftet den versteigerten Erlös mildtätigen Zwecken, um die nächsten sechs Jahre in Dülmen die Visionen der Nonne an deren Krankenlager in vierzig Foliobänden aufzuzeichnen. Wie sich in Untersuchungen, die während des ersten Seligsprechungsverfahrens Anna Katharina Emmericks unternommen wurden, erwies, vermischte Brentano in seinen Aufzeichnungen ihre Aussagen mit eigenen Anmerkungen sowie dichterischen Passagen, weshalb es nach heutigem Kenntnisstand schwierig ist, den Inhalt dieser Visionsprotokolle zu bewerten.

## Handlung
Seit 1813 weist der Körper der Nonne Anna Katharina Emmerick die Stigmata des am Kreuz gestorbenen Jesu Christi auf. Die Wunden an Füßen, Händen, Brust und Stirn bluten in bestimmten Abständen. Anna Katharina Emmerick schildert Visionen von Ereignissen aus der Bibel. Ihre Schwester Gertrud, die nicht möchte, dass die Bettlägerige wie ein exotisches Tier begafft wird, kann die vielen Gläubigen kaum abwehren, die Anna Katharina Emmerick besuchen wollen. Clemens Brentano ist zunächst skeptisch, ob die Wunden echt sind und ob die Nonne tatsächlich von nichts außer der Hostie bei der Kommunion und von Flüssigkeiten wie Milch ernährt wird. Doch ihr Arzt und ihr Beichtvater versichern die Echtheit ihrer Angaben. Brentano richtet sich im Haus von Pater Lambert ein, der auch Anna Katharina Emmerick aufgenommen hat, protokolliert ihre Visionen, redigiert den Text und liest ihn ihr vor. Obwohl er sich inzwischen nicht mehr als Dichter, sondern als „Schreiber“ bezeichnet, kann er es nicht lassen, dramaturgische Zuspitzungen der Schilderungen vorzunehmen, aber Anna Katharina Emmerick verlangt von ihm, nichts zu erfinden. Rasch gerät Clemens Brentano in ihren Bann. Er bringt die Ende 1818 unter seinem Einfluss zur katholischen Konfession konvertierte Pfarrerstochter Luise Hensel, der er seit einiger Zeit den Hof macht, 1819 als Hausangestellte bei der Freiin von Westenfeldt auf ihrem Landgut in Horstmar unter. Aber Luise Hensel macht ihm unmissverständlich klar, dass sie ihn weder heiraten, noch mit ihm ein Verhältnis eingehen will. Bei einem Besuch in Berlin, wo Clemens Brentano seine wertvolle Bibliothek für mildtätige Zwecke versteigern lässt, wird ihm viel Geld für eine Entlarvung von Anna Katharina Emmerick als Betrügerin geboten, aber er lehnt das Ansinnen ab. Selbst eine Kommission des preußischen Staates, die den Fall 1819 eine Woche lang vor Ort untersucht, kann die Stigmata nicht erklären. Während einer Lungenentzündung sieht Clemens Brentano in einem Fiebertraum nach der Einnahme von Laudanum, wie Anna Katharina Emmerick – die sich kaum noch im Bett aufrichten kann – die letzten Stufen der Treppe im Glockenturm von St. Viktor geschwind hochläuft und nackt die Glocken läutet. Überblendungen in die Realität zeigen dem Zuschauer jedoch, dass Brentano selbst die Glocken geläutet hat. Noch im Krankenlager geht er ein Verhältnis mit Anna Katharinas Schwester Gertrud ein, die er auf deren Wunsch hin schwängert. Zu seinem Kind, ein Mädchen, bekennt er sich offiziell nie, nur der Eintrag in das Taufbuch „Ich werde meinem Ebenbild gegenüberstehen und mein Ebenbild wird mir gegenüberstehen.“, den er als Taufpate vornehmen darf, verrät seine Vaterschaft.

## Kritik
„Ein formal wie intellektuell bestechender, auch darstellerisch überzeugender Film, der eine Gesellschaft beschreibt, in der dem Einzelnen mit seiner Sehnsucht nach irdischem Glück, seinem Leiden sowie seinen Fragen nach Sinn kaum Spielraum bleibt.“

## Produktionshintergrund
Das Gelübde wurde im Auftrag des WDR und Arte 2007 in Billerbeck, Havixbeck, Soest und Münster gedreht.